# Kustsnurrmossa
Kustsnurrmossa (Dicranoweisia cirrata) är en bladmossart som beskrevs av Lindberg in Milde 1869. Kustsnurrmossa ingår i släktet snurrmossor, och familjen Dicranaceae. Arten är reproducerande i Sverige. Inga underarter finns listade i Catalogue of Life.